# Scammon
Scammon är en ort i Cherokee County i Kansas. Orten har fått sitt namn efter bröderna Scammon som var gruvägare. Vid 2010 års folkräkning hade Scammon 482 invånare.